# 清水漢民祠
清水漢民祠，位於臺灣臺中市清水區秀水里，以紀念出生該里的廖添丁。

## 由來
廖添丁出生地是今日的台中市清水區海濱路216號。秀水里居民為紀念廖添丁，於1994年4月在該里建立清水漢民祠，廟身位於秀水里民活動中心二樓，海濱路187-1號。廟前命名為「添丁公園」。「漢民祠」名稱由來是臺北縣長邵恩新為八里漢民祠所取。
因該地是建於水溝上有安全疑慮，原在此的秀水里活動中心已於2019年遷移。

## 紀念

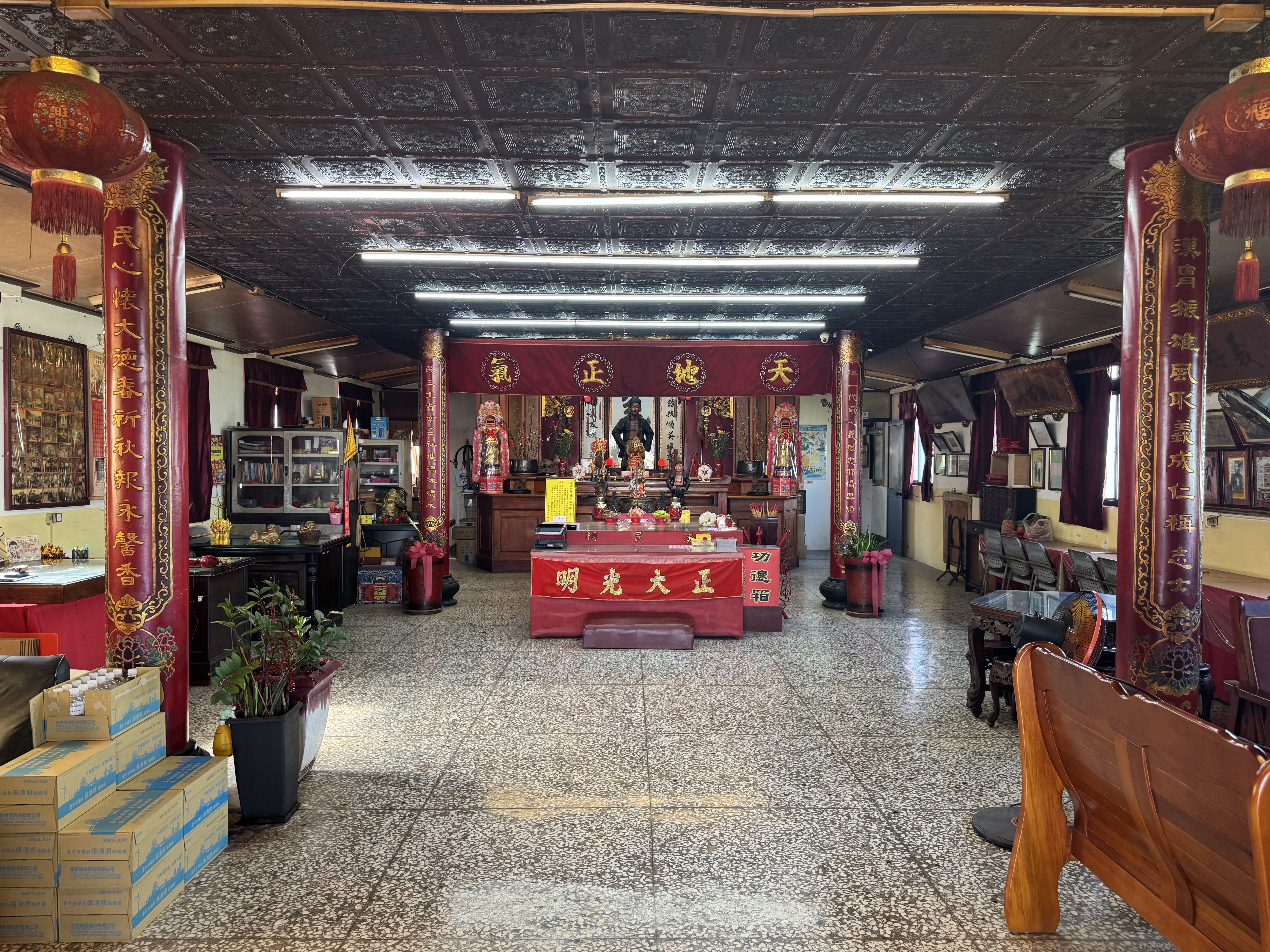
祠內

戲劇《台灣廖添丁》在1999年3月8日上檔前，飾演廖添丁的翁家明於該年2月27日來此祠祭拜。
2002年4月7日，信徒成立妙聖宮暨漢民祠管理委員會，並訂於農曆三月九日時北上到八里漢民祠祝壽。
2011年4月11日廖添丁逝世102年，牛罵頭文化協進會在此祠舉行「俠客搖滾音樂暨繪本發表會」。
2015年04月25日，清水區公所與牛罵頭文化協進會在此祠舉行「2015俠客廖添丁文化節-添丁會香生日趴」为廖添丁祝寿，重温了廖添丁的故事。